# Голиков, Иван Петрович
Ива́н Петро́вич Голиков (1852, с. Голиково, Суворовская волость, Орловская губерния — ?) — крестьянин Елецкого уезда Орловской губернии, депутат Государственной думы I созыва от Орловской губернии, трудовик.

## Биография
Крестьянин. Русский. Православного вероисповедания. Сперва обучался в сельской школе, затем продолжил и завершил учёбу в период прохождения воинской службы. Участвовал в русско-турецкой войне 1877—1878 годов, получил ранение во время битвы при Горном Дубняке. Был удостоен румынского креста «За переход через Дунай», а также георгиевского креста. По окончании войны занимался земледелием. В одном из изданий, посвящённых депутатам Думы I созыва, характеризовался как «малограмотный» человек с неопределёнными политическими взглядами.
27 марта 1906 года Голиков был избран в депутаты Государственной думы от общего состава выборщиков губернского избирательного собрания. Входил в состав Трудовой группы.
Дальнейшая судьба, а также точная дата смерти Голикова неизвестны.